# Јанко Прокић
Јанко Прокић (?−?) мање је познат драгачевски каменорезац старије генерације. Активан средином 19. века.
Могуће да је клесарско умеће учио код Радосава Чикириза. Израдио споменик Јовици Зимоњићу (†1859) у Горачићима.
Овде почива
раб божи
ЈОВИЦА
син поч. Илие Зимоне
житеља горачког
поживи 38 г.
и умрие 7 априла 1859.
Овај билег воздиже му
Радивое син его.